# 28 frimaire
28 brumaire 28 nivôse
L'octidi 28 frimaire, officiellement dénommé jour de la truffe, est le 88e jour de l'année du calendrier républicain.
C'était généralement le 18e jour du mois de décembre dans le calendrier grégorien.